# Commissaire en chef des élections du Pakistan

Emblem of the Election Commission of Pakistan

Le commissaire en chef des élections est nommé à la tête de la Commission électorale du Pakistan — une institution chargée par la Constitution du Pakistan d'organiser des élections libres et équitables tant au niveau national que provincial.
M. Sardar Muhammad Raza est l'actuel commissaire en chef des élections depuis le 6 décembre 2014.